# Lolita Aniyar de Castro
Lolita Aniyar de Castro   (Caracas, 8 de maig de 1937 - Maracaibo, 7 de desembre de 2015) va ser una política, advocada penalista i criminòloga veneçolana postgraduada a París i Roma.
Va exercir com a docent de l'Institut de Criminologia de la Universitat del Zulia en la càtedra de criminologia i durant més de 15 anys va ser directora d'aquesta mateixa institució, que avui porta el seu nom. Va ser professora de postgrau a la Universitat del Zulia, en la Universitat dels Andes, així com en altres universitats de l'Argentina, Costa Rica i Brasil, entre d'altres països.
Va ser nomenada governadora de l'estat de Zulia el febrer de 1994, després de la renúncia del seu predecessor, Oswaldo Álvarez Paz, amb la qual cosa es va convertir en la primera dona veneçolana a ser elegida per a aquest càrrec. Abans ja s'havia convertit en la primera dona a ser elegida diputada per a l'antiga Assemblea Legislativa de l'Estat de Zulia i la primera senadora electa a l'antic Congrés de la República per aquesta mateixa entitat. Va ser Delegada de Veneçuela davant la UNESCO i Cònsol de Veneçuela a Nova Orleans, Estats Units. Conforma (única Llatinoamericana) el Comitè d'Estocolm que atorga el Premi Internacional de Criminologia (equivalent al Nobel en Criminologia).
Va escriure molts llibres sobre l'àrea penal i sobre la justícia a Veneçuela.
Va morir el 7 de desembre de 2015 a causa d'un infart a la seva casa de Maracaibo a l'edat de 78 anys.